# Prendi la chitarra e vai/Per quanto io ci provi
 (septembre 2023).
Le contenu est difficilement compréhensible vu les erreurs de traduction, qui sont peut-être dues à l'utilisation d'un logiciel de traduction automatique.
Singles de The Motowns
Prendi la chitarra e vai/Una come lei
(1967)
Prendi la chitarra e vai/Per quanto io ci provi est le premier single en italien du groupe des musiciens britanniques The Motowns, arrivés en Italie de Liverpool.

## Historique
The Motowns - groupe qui était composé par le guitariste Douglas Meakin, ainsi que par Dave Sumner, Lally Stott, Michael Brill et Mike Logan - a joué ces deux chansons dans le film Soldati e capelloni (it) (1967), dirigé par Ettore Maria Fizzarotti et tourné presque entièrement dans la discothèque romaine Piper Club. La chanson Prendi la chitarra e vai a eu du succès aussi pour son message clairement antimilitariste. The Motowns furent appelés en 1967 à la RAI, pour chanter cette chanson dans le programme E sottolineo yè, dirigé par Vito Molinari et présenté par Gianni Morandi et Caterina Caselli.
Prendi la chitarra e vai est une reprise en italien, du succès international de David & Jonathan, intitulé Lovers of The World Unite. Avec la chanson Prendi la chitarra e vai The Motowns ont remporté le groupe C (réservé aux groupes) du Cantagiro 1967 (it). La face B Per quanto io ci provi est de Carlo Arden et Carlo Nistri.

### Reprises
- La chanson de la face A fut réprise en 1967, dans le 45 tours Prendi la chitarra e vai/Una come lei.
- La chanson originale de 1966 est devenue la bande-son de la vidéo tournée dans les rues de Rome et utilisée par la Rai dans Ciak... si canta!, émission de prime-time en 2010, pour la mise en scène de Matteo Cinque.